# Martin Strel
Martin Strel (* 1. října 1954 Občina Mokronog-Trebelno) je slovinský sportovec dálkový plavec.

## Dosažené výkony
- jako první přeplaval z Afriky do Evropy (rok 1997)
- zdolal Dunaj od pramene k ústí (rok 2000)
- dále pokořil i Mississippi (rok 2002)
- překonal i Jang-c’-ťiang (rok 2004)
- nejvýznamnějším jeho výkonem je překonání 5268 kilometrů v řece Amazonce, nejdelší řece světa (trasu zvládl za pouhých 66 dní!)